# Lychnodiscus dananensis
Lychnodiscus dananensis är en kinesträdsväxtart som beskrevs av Aubrev. & Pellegr.. Lychnodiscus dananensis ingår i släktet Lychnodiscus och familjen kinesträdsväxter. Inga underarter finns listade i Catalogue of Life.